# Juan de Villanueva
Juan de Villanueva (Madrid, 15 settembre 1739 – Madrid, 22 agosto 1811) è stato un architetto spagnolo.
È considerato ad oggi il maggior esponente dell'architettura neoclassica in Spagna, e molti degli edifici da lui progettati vengono annoverati tra le migliori espressioni di tale movimento artistico in territorio iberico.

## Galleria d'immagini

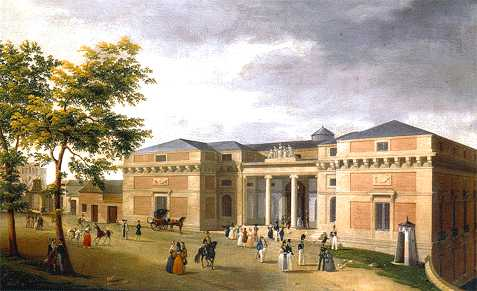
Dipinto di Goya raffigurante la facciata del Museo del Prado secondo il progetto di Villanueva.
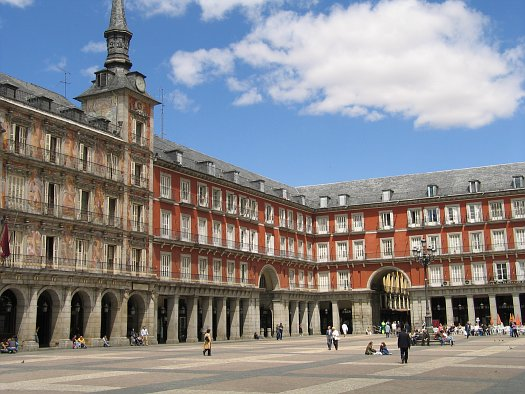
Plaza Mayor, il cui disegno è opera di Villanueva.